# Конференция католических епископов Ирана
Конференция католических епископов Ирана, иное наименование — Ассамблея ординариев (итал. Conferenza Episcopale Iraniana, англ. Assembly of Ordinaries) — коллегиальный орган национального церковно-административного управления Римско-Католической церкви в Иране. Конференция католических епископов Ирана объединяет епископов и архиепископов Армянской католической, Римско-Католической и Халдейской католической церквей, проживающих на территории страны.
Образована в 1980 году. Конференция католических епископов Ирана осуществляет определённые пастырские функции, направленные для решения литургических, дисциплинарных и иных вопросов, возникающих в католической общине Ирана. Решения Конференции католических епископов Ирана утверждаются Римским папой.
Высшим органом Конференции католических епископов Пакистана является общее собрание епископов и архиепископов. Вне общего собрания действует секретариат Конференции под управлением председателя Конференции.

## Председатели
- архиепископ Юханнан Семаан Исайи (1980—1995), архиепископ Тегерана;
- епископ Вартан Текеян (1995—1999) , епископ Исфахана;
- архиепископ Томас Мерам (2000—2003), архиепископ Урмии и епископ Сельмаса;
- архиепископ Игнацио Бедини (май 2003—2007), архиепископ Исфахана;
- архиепископ Рамзи Гарму (2007 — ноябрь 2011), архиепископ Тегерана;
- архиепископ Игнацио Бедини (с 2011 года — по настоящее время), архиепископ Исфахана;

## Источник
- Annuario Pontificio, Libreria Editrice Vaticana, Città del Vaticano, 2003, ISBN 88-209-7422-3